# L'Homme qui venait de Canyon City
Pour plus de détails, voir Fiche technique et Distribution.
L'Homme qui venait de Canyon City (L'uomo che viene da Canyon City) est un western spaghetti hispano-italien sorti en 1965, réalisé par Alfonso Balcázar.

## Synopsis
Red et Carrancho s'évadent d'une prison de haute sécurité. Ils fuient au Mexique pour y être tranquilles. Ils sont embauchés par Morgan, propriétaire d'une mine d'argent, qui voudrait les utiliser comme tueurs. Mais les deux compères décident de faire double-jeu et d'aider les employés locaux.

## Fiche technique
- Titre original italien : L'uomo che viene da Canyon City
- Titre espagnol : Viva Carrancho
- Titre français : L'Homme qui venait de Canyon City[1]
- Genre : Western spaghetti
- Réalisation : Alfonso Balcázar
- Scénario : Adriano Bolzoni (crédité seulement dans la version italienne) et José Antonio de la Loma, sur un sujet d'Attilio Riccio (sous le pseudo d'Henry Vaughan dans la version italienne)
- Musique : Angelo Francesco Lavagnino
- Maisons de production : Adelphia Compagnia Cinematografica, Balcázar Producciones Cinematográficas
- Photographie : Aldo Scavarda, Alfio Contini
- Format d'image : 2,35 : 1
- Montage : Teresa Alcocer
- Durée : 99 minutes
- Décors : Juan Alberto Soler
- Costumes : Rafael Borqué
- Maquillage : Vincenzo Napoli
- Pays de production :  Espagne,  Italie
- Langues originales : espagnol, italien
- Année de sortie : 1965
- Date de sortie en salle en France : 18 décembre 1968[1]

## Distribution
- Robert Woods : Steve Morgan
- Fernando Sancho : Carrancho
- Luis Dávila : Red
- Renato Baldini (sous le pseudo de Ryan Baldwyn) : Grieves
- Loredana Nusciak : Viviane Barrett
- Gérard Tichy : Hargitay, l'inspecteur du gouvernement
- Antonio Molino Rojo : Matt
- Óscar Carreras
- Paco Sanz : un mineur
- José Manuel Martín : Esteban
- Antonio Almorós : Manuel Pereda
- Ely Drago : Rosario
- Osvaldo Genazzani
- Gaspar González
- Óscar Pellicer
- Renato Terra (sous le pseudo de Ryan Earthpick, et seulement dans le version italienne)
- Asunción Vitoria : la cuisinière